# Список науково-фантастичних телефільмів
Стаття містить список науково-фантастичних телевізійних фільмів, які не мали прокату в кінотеатрах, а створені виключно для домашнього перегляду (direct-to-video).

## 1950-ті
| Рік  | Назва               | Режисер     | Акторський склад                       | Країна | Примітки |
| ---- | ------------------- | ----------- | -------------------------------------- | ------ | -------- |
| 1959 | «Вбивця та Андроїд» | Алекс Сеґал | Кевін МакКарті Ріп Торн Сюзанн Плешетт | США    |          |

## 1960-ті
| Рік  | Назва                    | Режисер         | Акторський склад                    | Країна | Примітки |
| ---- | ------------------------ | --------------- | ----------------------------------- | ------ | -------- |
| 1964 | «Загарбники з космосу»   | Терюо Ісі       | Кен Ютсуй                           | Японія |          |
| 1966 | «Зонтар, гість з Венери» | Ларрі Бючанан   | Джон Ейґер Сюзанн Б'юрман           | США    |          |
| 1968 | «Тінь над Землею»        | Річард Сарафіян | Джекі Купер Джон Форсит Джин Гекмен | США    | [ 1 ]    |

## 1970-ті
| Рік  | Назва                                                        | Режисер                          | Акторський склад                                                          | Країна                    | Примітки                                                                |
| ---- | ------------------------------------------------------------ | -------------------------------- | ------------------------------------------------------------------------- | ------------------------- | ----------------------------------------------------------------------- |
| 1970 | «Гра на мільйон»                                             | Том Толл                         | Йорґ Плева Сюзанн Рокветт Дітер Томас Гек                                 | Західна Німеччина         |                                                                         |
| 1970 | «Пам'ять Гозера»                                             | Борис Сагал                      | Девід МакКаллум Сюзан Страсберґ Гельмут Котнер                            | США                       |                                                                         |
| 1970 | «Любовна війна»                                              | Джордж МакКован                  | Ллойд Бріджес Енджі Дікінсон Геррі Лео Баш                                | США                       |                                                                         |
| 1970 | «Нічні раби»                                                 | Тед Пост                         | Джеймс Францискус Лі Грант Скотт Марлоу                                   | США                       |                                                                         |
| 1971 | «Місто під морем»                                            | Ірвін Аллен                      | Стюарт Вітман Розмарі Форсит Роберт Вагнер                                | США                       |                                                                         |
| 1971 | «Земля II»                                                   | Том Ґріс                         | Ґері Локвуд Скотт Гайлендс Гарі Роудс                                     | США                       |                                                                         |
| 1971 | «Утеча»                                                      | Джон Ллевеллин Моксі             | Крістофер Джордж Вільям Віндом Мерилін Мейсон                             | США                       | [ 2 ] [ 3 ] [ 4 ]                                                       |
| 1971 | «Остання дитина»                                             | Джон Ллевеллин Моксі             | Майкл Кол Ван Гефлін Гаррі Ґардіно                                        | США                       |                                                                         |
| 1972 | «Астронавт»                                                  | Роберт Майкл Льюїс               | Джекі Купер Монте Маркгарм Річард Андерсон                                | США                       |                                                                         |
| 1972 | «Між часом і Тімбукту»                                       | Фред Барзик                      | Брюс Морро Дорта Дакворт Вільям Гіккі                                     | США                       |                                                                         |
| 1972 | «Зонд»                                                       | Русс Мейберрі                    | Г'ю О'Браян Ельке Зоммер Берджесс Мередіт                                 | США                       |                                                                         |
| 1972 | «Людство»                                                    | Джек Смайт                       | Кім Дербі Вільям Шетнер Діана Варсі                                       | США                       |                                                                         |
| 1973 | «Франкенштейн: Істинна історія»                              | Джон Ллевеллин Моксі             | Джеймс Мейсон Леонард Вітин Девід МакКаллум                               | США                       |                                                                         |
| 1973 | «Genesis II»                                                 | Річард Ірвінґ                    | Алекс Корд Маріетт Гартлі Тед Кессіді                                     | США                       |                                                                         |
| 1973 | «Людина-шість мільйонів доларів»                             | Русс Мейберрі                    | Лі Майорс Барбара Андерсон Мартін Болсам                                  | США                       |                                                                         |
| 1973 | «Людина-шість мільйонів доларів: Вино, жінки та війна»       | Русс Мейберрі                    | Лі Майорс Річард Андерсон Алан Оппенгеймер                                | США                       |                                                                         |
| 1973 | «Людина-шість мільйонів доларів: Викрадання твердого золота» | Лі Катзін                        | Лі Майорс Річард Андерсон Алан Оппенгеймер                                | США                       |                                                                         |
| 1973 | «Мандрівник»                                                 | Райнер Вернер Фассбіндер         | Гленн Корбетт Кемерон Мітчелл Шерон Акер                                  | Західна Німеччина         |                                                                         |
| 1973 | «Світ на дроті»                                              | Джон Корті                       | Клаус Ловітш Барбара Валентин Маша Раббен                                 | Західна Німеччина Франція |                                                                         |
| 1974 | «Блакитний палац: Геній»                                     | Рейнер Ерлер                     | Рольф Генніґер Ломі Якобеско Сільвано Тренквиллі                          | Західна Німеччина Франція |                                                                         |
| 1974 | «Блакитний палац: Зрадник»                                   | Рейнер Ерлер                     | Вернер Рундшаґен Ломі Якобеско Сільвано Тренквиллі                        | Західна Німеччина Франція |                                                                         |
| 1974 | «Блакитний палац: Середовище»                                | Рейнер Ерлер                     | Анжеліка Бендер Едвард Мікс Ломі Якобеско                                 | США                       |                                                                         |
| 1974 | «Зникнення рейсу 412»                                        | Джуд Тейлор                      | Гленн Форд Бредфорд Діллман Девід Соул                                    | США                       |                                                                         |
| 1974 | «Бульдозер-убивця!»                                          | Джеррі Лондон                    | Клінт Вокер Роберт Уріх Карл Бетц                                         | Західна Німеччина         |                                                                         |
| 1974 | «Останні дні Ґоморри»                                        | Гельма Сандерс-Брамс             | Маша Раббен Маттіас Фухс Ернс Якобі                                       | США                       | [ 5 ] [ 6 ] [ 7 ] [ 8 ] [ 9 ] [ 10 ] [ 11 ] [ 12 ] [ 13 ] [ 14 ] [ 15 ] |
| 1974 | «Планета Земля»                                              | Марк Деніелс                     | Джон Саксон Джанет Марґолін Тед Кессиді                                   | США                       |                                                                         |
| 1974 | Нотатки шукача                                               | Річард Колла                     | Роберт Фоксворт Майк Фаррел Джон Вернон                                   | США                       |                                                                         |
| 1974 | «Незнайомець всередині»                                      | Лі Філіпс                        | Барбара Еден Джордж Ґріззард Джойс Ван Паттен                             | США                       |                                                                         |
| 1974 | «Де всі люди?»                                               | Джон Ллевеллин Моксі             | Пітер Грейвс Джордж О'Ганлон Кейтлін Квінлан                              | США                       |                                                                         |
| 1975 | «Зайцем на Місяць»                                           | Ендрю МакЛаґлен                  | Ллойд Бріджес Джеремі Слейт Джим МакМуллан                                | США                       |                                                                         |
| 1975 | «Дивний новий світ»                                          | Роберт Батлер                    | Джон Саксон Кейтлін Міллер Кін Кортіс                                     | США                       |                                                                         |
| 1975 | «Блакитний палац: Безсмертя»                                 | Рейнер Ерлер                     | Евелін Опела Єва Рензі Пітер Фрік                                         | Західна Німеччина         |                                                                         |
| 1976 | «Блакитний палац: Велет»                                     | Рейнер Ерлер                     | Дітер Лейзер Джин-Пір Зола Бен Зеллер                                     | Західна Німеччина         |                                                                         |
| 1976 | «Післязавтра»                                                | Чарльз Кріхтон                   | Браян Блессд Джоанна Дангам Нік Тейт Катерина Леві Мартін Лев Дон Фелловс | Велика Британія           |                                                                         |
| 1976 | «Екзо-Людина»                                                | Річард Ірвін                     | Девід Акройд Енн Шедін Адольфо Мартінез                                   | США                       | [ 16 ]                                                                  |
| 1977 | «Неймовірний Галк»                                           | Кеннет Джонсон                   | Білл Біксбі Сюзан Салліван Джек Колвін                                    | США                       |                                                                         |
| 1977 | «Останній динозавр»                                          | Алекс Ґрассгофф Тсуґунобу Котані | Річард Бун Джоан Ван Арк Стівен Кітс                                      | США Японія                |                                                                         |
| 1977 | «Людина з Атлантиди»                                         | Лі Катзін                        | Патрік Даффі Белінда Монтґомері                                           | США                       |                                                                         |
| 1977 | «Людина з Атлантиди II: Мертві розвідники»                   | Реза Бадій                       | Патрік Даффі Белінда Монтґомері                                           | США                       |                                                                         |
| 1977 | «Людина з Атлантиди III: Спори-вбивці»                       | Марк Деніелс                     | Патрік Даффі Белінда Монтґомері                                           | США                       |                                                                         |
| 1977 | «Людина з Атлантиди IV: Зникнення»                           | Чарльз Семюел Дубін              | Патрік Даффі Белінда Монтґомері                                           | США                       |                                                                         |
| 1977 | «Людина з силою»                                             | Ніколас Сґарро                   | Боб Ніл Тім О'Коннор Вік Морро                                            | США                       | [ 17 ]                                                                  |
| 1977 | «Вогонь у небі»                                              | Джеррі Джеймсон                  | Річард Кренна Елізабет Ешлі Девід Дюкс                                    | США                       |                                                                         |
| 1978 | «Майстер клонування»                                         | Дон Медфорд                      | Арт Гіндл Робін Дуґласс Джон Ван Дрілан                                   | США                       | [ 18 ]                                                                  |
| 1978 | «Мандри на мільйон: Книга Бандера»                           | Тедзука Осаму                    | Ю Мізушима Мамі Кояма Масато Ібу                                          | Японія                    | [ 19 ] [ 20 ]                                                           |
| 1978 | «Зоряні війни: Спеціальний різдвяний випуск»                 | Стів Біндер                      | Мікі Мортон Петті Мелоні Марк Гемілл                                      | США                       |                                                                         |
| 1978 | «Машина часу»                                                | Александр Сінґер                 | Джон Бек Прісцілла Барнс Ендрю Дуґґан                                     | США                       |                                                                         |
| 1978 | «Пилесмок»                                                   | Аво Пайстік                      |                                                                           | СРСР                      | [ 21 ]                                                                  |
| 1978 | «Темний бік жаху»                                            | Ґус Тріконіс                     | Роберт Форстер Едріенн Барбо Рей Мілланд                                  | США                       | [ 22 ]                                                                  |
| 1979 | «Ясіо»                                                       | Кшиштоф Киверський               |                                                                           | Польща                    | [ 23 ]                                                                  |
| 1979 | «Йамато: Нова пригода»                                       | Тосіо Масуда Такесі Сірато       | Кей Томіяма Йоко Асаґамі Сюсей Накамура                                   | Японія                    |                                                                         |
| 1979 | «Підводний суперпотяг: Морський експрес»                     | Сатосі Дезакі                    | Косей Томіта Начі Нозава Кої Яда                                          | Японія                    |                                                                         |

## 2000-ні
| Рік  | Назва                         | Режисер                | Акторський склад                                            | Країна      | Примітки      |
| ---- | ----------------------------- | ---------------------- | ----------------------------------------------------------- | ----------- | ------------- |
| 2001 | «Як створити монстра»         | Джордж Гуань           | Клея ДуВалл Стівен Калп Тайлер Мейн                         | США         |               |
| 2002 | «Утрачені на Марсі»           | Ерік Шук               | Девід Лонґ Ґретчен Максвелл Келлі Вілсон                    | США         | [ 24 ]        |
| 2002 | «Печерний підліток»           | Ларрі Кларк            | Ендрю Кіґан Тара Субкофф Річард Гіллман                     | США         | [ 25 ]        |
| 2002 | «Голоси з далекої зірки»      | Сінкай Макото          |                                                             | Японія      |               |
| 2003 | «Повернення реаніматора»      | Браян Юзна             | Джеффрі Комбс Томмі Дін Муссет Джейсон Баррі                | Іспанія США |               |
| 2007 | «Другий Адам»                 | Ерік Де Ла Торр Стегл  | Еліса Ґотєр Джон Пейджт Роберт Мейсон Ерік Де Ла Торр Стегл | Мексика     |               |
| 2007 | «TRUST.Welfare»               | Ейк Беттінґа           | Флоріан Панзнер Інга Біркенфелд Ірм Германн                 | Німеччина   | [ 26 ] [ 27 ] |
| 2008 | «Коли Земля зупинилася»       | Крістофер Томас Гауелл | Крістофер Томас Гауелл Джуд Нельсон                         | США         |               |
| 2008 | «Зоряна брама: Ковчег правди» | Роберт Купер           | Бен Браудер Аманда Таппінг Майкл Шенкс                      | США         |               |
| 2008 | «Зоряна брама: Континуум»     | Мартін Вуд             | Бен Браудер Аманда Таппінг Річард Дін Андерсон              | США         |               |

## 2010-ті
| Рік  | Назва               | Режисер               | Акторський склад                                                            | Країна                 | Примітки |
| ---- | ------------------- | --------------------- | --------------------------------------------------------------------------- | ---------------------- | -------- |
| 2010 | «Темний Метрополіс» | Стюарт Джон           | Бейлі Чейз Памела Клей Крісті Галслендер Метт О'Тул Артур Робертс Ерік Вудс | США                    |          |
| 2010 | «Апокаліпсис»       | Міхо Рутар            | Джо Ландо Купер Гарріс Клаудія Крістіан                                     | США                    | [ 28 ]   |
| 2010 | «Супротивник»       | Колін Тейс            | Кевін Ши Анжела Релюціо Ешлі Бейтс                                          | США                    | [ 29 ]   |
| 2011 | «Ультрамарини»      | Мартин Пік            | Теренс Стемп Шон Пертві Джон Герт Дональд Самптер                           | Велика Британія Канада |          |
| 2014 | «Темний Метрополіс» | Йоганнес Ґрензфуртнер | Лукас Теґверкер Софія Ґребнер Джефф Рікеттс                                 | Австрія                |          |
| 2017 | «Темний Метрополіс» | Ерік Де Ла Торр Стегл | Бакет Адемов                                                                | США                    |          |